# Bezirk Turka

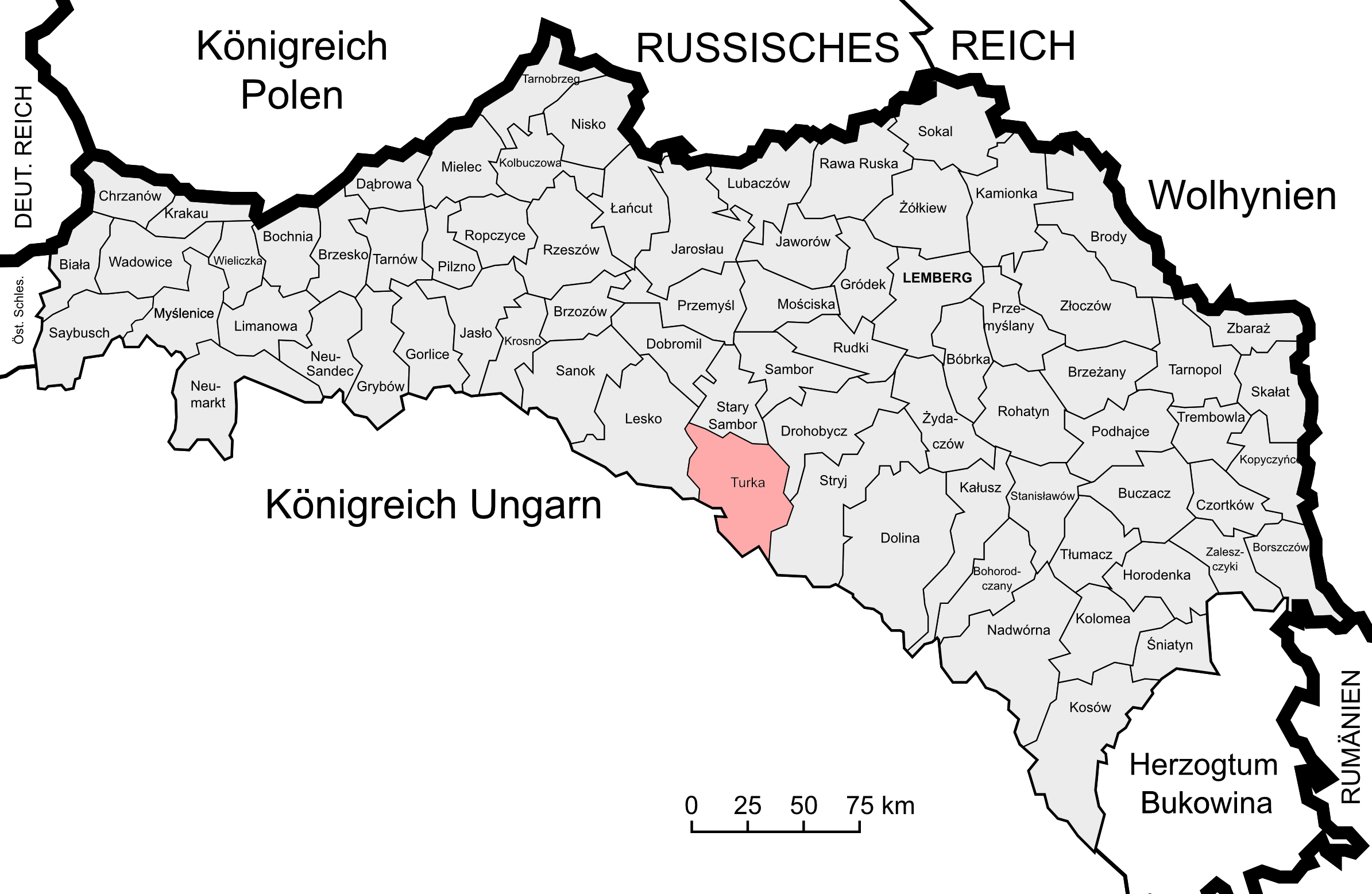
Lage des Bezirks Turka im Kronland Galizien und Lodomerien

Der Bezirk Turka war ein politischer Bezirk im Kronland Galizien und Lodomerien. Sein Gebiet umfasste Teile Ostgaliziens in der heutigen Westukraine (Oblast Lwiw, Rajon Turka, Rajon Skole sowie Rajon Staryj Sambir) und Polen (Woiwodschaft Karpatenvorland, Powiat Bieszczadzki), Sitz der Bezirkshauptmannschaft war der Markt Turka. Im November 1918 war der Bezirk nach dem Zusammenbruch der Donaumonarchie am Ende des Ersten Weltkriegs kurzzeitig Teil der Westukrainischen Volksrepublik.
Er grenzte im Norden an den Bezirk Stary Sambor, im Nordosten an den Bezirk Drohobycz, im Südosten an den Bezirk Skole, im Süden an das Königreich Ungarn sowie im Westen an den Bezirk Lisko.

## Geschichte
Nachdem die Kreisämter Ende Oktober 1865 abgeschafft wurden und deren Kompetenzen auf die Bezirksämter übergingen, schuf man nach dem Österreichisch-Ungarischen Ausgleich 1867 auch die Einteilung des Landes in zwei Verwaltungsgebiete ab. Zudem kam es im Zuge der Trennung der politischen von der judikativen Verwaltung zur Schaffung von getrennten Verwaltungs- und Justizbehörden. Während die gerichtliche Einteilung weitgehend unberührt blieb, fasste man Gemeinden mehrerer Gerichtsbezirke zu Verwaltungsbezirken zusammen.
Der neue politische Bezirk Turka wurde aus folgenden Bezirken gebildet:
- Bezirk Borynia (mit 32 Gemeinden)
- Bezirk Turka (mit 21 Gemeinden)
- Teilen des Bezirks Pudbuż (Gemeinden Hołosko, Jasionka Masiowa, Jasionka Steciowa, Issaje, Kontratów, Świdnik, Wołosianka Wielka, Wołosianka Mała und Zubrzyce)
- Teilen des Bezirks Lutowisko (Gemeinden Boberka, Dydiowa, Dzwiniacz Górny, Łokieć, Tarnawa Niżnia und Wyżnia, Szandrowiec)

Der Bezirk Turka bestand bei der Volkszählung 1910 aus 74 Gemeinden sowie 69 Gutsgebieten und umfasste eine Fläche von 1459 km². Hatte die Bevölkerung 1900 noch 71.057 Menschen umfasst, so lebten hier 1910 85.823 Menschen. Auf dem Gebiet lebten dabei mehrheitlich Menschen mit ruthenischer Umgangssprache (79 %) und griechisch-katholischem Glauben, Juden machten rund 14 % der Bevölkerung aus.

## Ortschaften
Auf dem Gebiet des Bezirks bestanden 1910 Bezirksgerichte in Borynia und Turka, diesen waren folgende Orte zugeordnet:
Gerichtsbezirk Borynia:
- Bahnowate
- Beniowa
- Borynia
- Bukowiec
- Butelka Niżna
- Butelka Wyżna
- Butla
- Dołżki
- Hnyła
- Husne Niżne
- Husne Wyżne
- Iwaszkowce
- Jabłonów
- Jaworów
- Komarniki
- Krasne
- Krywe
- Krywka
- Libuchora
- Matków
- Mochnate
- Mołdawsko
- Myta
- Rosochacz
- Ryków
- Sianki
- Sokoliki
- Suchy Potok
- Tureczki Niżne
- Tureczki Wyżne
- Wysocko Niżne
- Wysocko Wyżne
- Zadzielsko
- Zawadka

Gerichtsbezirk Turka:
- Bereżek
- Boberka
- Chaszczów
- Dniestrzyk Dubowy
- Dniestrzyk Hołowiecki
- Dydiowa
- Dzwiniacz Górny
- Gwoździec
- Hołowsko
- Ilnik
- Isaje
- Jabłonka Niżna
- Jabłonka Wyżna
- Jasienica Zamkowa
- Jasionka Masiowa
- Jasionka Steciowa
- Jawora
- Kondratów
- Lipie
- Łokieć
- Łomna
- Łopuszanka Lechniowa
- Łosiniec
- Michniowiec
- Mielniczne
- Przysłup
- Radycz
- Rozłucz
- Rypiany
- Smereczka
- Świdnik
- Szandrowiec
- Szumiacz
- Tarnawa Niżna
- Tarnawa Wyżna
- Markt Turka
- Wołcze
- Wołosianka Mała
- Wołosianka Wielka
- Żukotyn